# Вакевич, Жорж
Жорж (Георгий, Юрий) Леонидович Вакевич (фр. Georges Wakhévitch; 18 августа 1907, Одесса Российская империя — 11 февраля 1984, Париж, Франция) — французский
сценограф, живописец, художник театра и кино, художник-постановщик. художественный руководитель

## Биография
В 1921 с семьёй эмигрировал через Болгарию и Румынию во Францию. Его отец, Леонид Ефимович Вакевич, родился 9 мая 1885 года в Одессе, окончил Харьковский технологический институт и был инженером-кораблестроителем. В эмиграции работал грузчиком, чернорабочим, монтёром. В 1930 году был избран председателем, в 1931—1934 — товарищем председателя Общества русских инженеров в Париже. Погиб при обстреле Бреста 8/9 сентября 1944 года. Брат, Михаил Леонидович, был телеоператором и стоял у истоков французского телевидения.
Жорж окончил Национальную школу декоративных искусств в Париже, в частности, скульптуру преподавал Бурдель. В 1924 году, в возрасте семнадцати лет, впервые выставился на Осеннем Салоне.
С 1924 работал на киностудиях «Альбатрос», «Викторин», «Тобис» и др.; создал костюмы и декорации более чем к 150 фильмам режиссёров Ж. Ренуара («Мадам Бовари», 1934; Ж. Фейдера («Героическая кермесса», 1935), «Великая иллюзия», 1937), П. Шеналя «Мальтийский дом», 1938 и «Последний поворот», 1939), М. Карне («Вечерние посетители», 1942), Ж. Деланнуа («Вечное возвращение», 1943), Ж. Лакомба («Мартин Руманьяк», 1946), Ж. Кокто («Двуглавый орёл», 1947), П. Бийоном («Рюи Блас: Опасное сходство», 1947), И. Аллегре (Деде из Антверпена, 1948), Г. Парри (Невиновные в Париже, 1952), П. Гаспара-Юи («Шахерезада», 1963), Л. Буньюэля («Дневник горничной», 1964), Р. Клера(«Праздники любви», 1965), Ж. Беккера («Нежный проходимец», 1966), Э. Молинаро («Оскар», 1967), Т. Янга («Майерлинг», 1968), Ж. Ури («Мания величия», 1971), П. Брука («Король Лир», 1971), Г. фон Караяна (Отелло (фильм-опера, 1973)) и др.
В 1926 году визит в студию театра в Ницце, решил его карьеру. Как театральный художник дебютировал в 1927 парижском в театре «Эвр». Работал в драматических театрах «Ридо гри», «Атеней» и др., сотрудничая с такими видными режиссёрами, как Жорж Мейер, Ж. Берто, Ж. Л. Барро, работал помощником у режиссёра Л. Меерсона.
Участвовал в создании балетных спектаклей, поставленных балетмейстерами: Р. Пети — «Юноша и Смерть» на музыку И. С. Баха (1946), «Пожирательница бриллиантов» Ж.-М. Дамаза (1950); У. Долларом — «Поединок» де Бенфилда (1952); С. Лифарем — «Жар-птица» (1954), «Ромео и Джульетта» С. Прокофьева (1955), «Любовь и её судьба» (1957); Э. Ханка — «Венецианский мавр» Б. Блахера (1955), «Отель „Захер“» Хельмесбергера — Шёнера и «Медуза» Г. фон Эйнема (оба — 1957), «Чудесный мандарин» (1958); Д. Парличем — «Ромео и Джульетта» (1960); А. Аданом «Жизель» (1969); Дж. Тарасом — «Петрушка» (1971) и др.
Эскизы Вакевича отличаются острым, отточенным рисунком, контрастной и насыщенной цветовой гаммой, рождающими особую, характерную для него экспрессию.
Член жюри Кинофестиваля в Авориазе 1977 года, Каннского кинофестиваля 1978 года.